# Oseltamivir
Oseltamivir es un profármaco antiviral selectivo contra el virus de la gripe. Lo producen Hoffmann-La Roche en el medicamento de nombre Tamiflu y Procaps con el nombre Tazamir.

## Modo de acción
Su acción se basa en la inhibición de las neuraminidasas presentes en el virus de la influenza. Dichas neuraminidasas son las encargadas de liberar al virus de las células infectadas, y favorecer así su diseminación, estando éstas en el virión. Este compuesto es activo frente a las dos variedades del virus influenza, la A y la B. No modifica la respuesta inmunitaria y humoral contra el virus y otros antígenos no relacionados. Una vez administrado, el oseltamivir disminuye los síntomas de pacientes con la gripe adquirida recientemente, pero no existe evidencia de la eficacia de oseltamivir en otras enfermedades causadas por agentes distintos del virus influenza. Recientemente el BMJ ha publicado un metaanálisis sobre los efectos de los inhibidores de la neuraminidasa.
Se absorbe en su totalidad por vía oral, transformándose en el fármaco (oseltamivir carboxilato) por acción de las esterasas intestinales y hepáticas. Se distribuye fácilmente, pudiéndose encontrar en los pulmones, la membrana pituitaria o mucosa nasal, el oído medio y la tráquea. El máximo de concentración plasmática se da entre 2 y 3 horas tras su ingesta, siendo dicha concentración más de 20 veces superior a la de la prodroga, el oseltamivir. Se estima en un 75% la conversión del oseltamivir al metabolito activo, siendo la concentración proporcional a la dosis.
El metabolito activo no se sigue transformando y se expulsa con la orina (90%) y las heces.
Se deben tomar precauciones cuando se prescriba oseltamivir en sujetos que estén tomando fármacos con un estrecho margen terapéutico y que se eliminan conjuntamente (p.ej. clorpropamida, metotrexato, fenilbutazona). No se han observado interacciones farmacocinéticas entre oseltamivir o su principal metabolito cuando oseltamivir se administra conjuntamente con paracetamol, ácido acetilsalicílico, cimetidina o antiácidos (hidróxidos de aluminio o magnesio y carbonatos cálcicos).

## Usos

### Uso en la gripe aviar
El oseltamivir se ha utilizado ampliamente la epidemia de gripe aviar H5N1, en el sudeste asiático en 2005. En respuesta a la epidemia, varios gobiernos, entre los que se incluyen los del Reino Unido, EE. UU. y Australia, han estado almacenando oseltamivir en previsión de una posible pandemia. A pesar de ser cantidades significativas, las cantidades acumuladas no habrían sido suficientes para proteger a toda la población de estos países.
A finales de mayo de 2005, la multinacional farmacéutica Roche declaró que la demanda superaba su capacidad de producción, y para intentar satisfacerla Roche planeó la apertura de una nueva planta de producción en EE. UU. durante el segundo semestre de 2005.
En octubre de 2005, la farmacéutica india Cipla anunció que empezaría la fabricación de un fármaco genérico del oseltamivir sin la pertinente licencia de Roche.[cita requerida] Muchas leyes sobre patentes permiten a los gobiernos la cancelación de las restricciones en la fabricación durante emergencias,[cita requerida] a pesar de que Roche ha anunciado su intención de ser la única fabricante. Cipla arguye que puede vender legalmente oseltamivir en la India y otros 49 países en vías de desarrollo, a partir de enero de 2006.[cita requerida] También en octubre, Roche anunció que estaba en negociaciones con cuatro laboratorios farmacéuticos para permitir la fabricación de oseltamivir, incrementando de esta manera la producción.

### Gripe A (H1N1)
El fármaco se utiliza por el momento para combatir la nueva cepa de Influenzavirus A H1N1 de 2009. Se teme que en algún momento el virus se vuelva resistente al oseltamivir. La OMS declaró la pandemia en julio de 2009. En menos de dos meses el virus hizo pie en los cinco continentes (véase Pandemia de gripe A (H1N1) de 2009). No obstante, la tasa de mortalidad calculable a partir del último recuento de casos oficial de la OMS en julio es de un 0.57% sobre 143.841 casos confirmados de infección por el nuevo virus A/H1N1. Dicha tasa es baja en comparación con la habitual en la gripe, y es un 50% inferior a la estimada para la gripe en España en un período de 20 años (1980-1999).
De acuerdo con estudios clínicos y metaanálisis, el tratamiento con  los inhibidores de la neuroamidasa provee "pequeños efectos benéficos en el alivio de los síntomas". Oseltamivir ("Tamiflu") y zanamivir ("Relenza") apenas provocan una pequeña reducción en la duración de los síntomas, del orden de 12 horas promedio  El estudio de Shun-Shin et al concluye: 

- Antivirals (oseltamivir and zanamivir) shorten the median duration of influenza by 0.5 to 1.5 days and reduce transmission of influenza by 8%
- Antiviral treatment does not have a clinically significant effect on reducing asthmaexacerbations or on overall use of antibiotics, but  oseltamivir is associated with an increased risk of vomiting
- The effects of antivirals on reducing the course of illness or preventing complications in children with the current influenza pandemic are not known but, based on current evidence, might be limited

* Los antivirales (oseltamivir y zanamivir) acortan la duración media de la gripe entre 0,5 y 1,5 días y reducen la transmisión de la gripe en 8%
- El tratamiento con antivirales no tiene un efecto clínico significativo en reducir exacerbaciones asmáticas ni en el uso general de antibióticos, pero el oseltamivir está asociado con un aumento del riesgo de vómitos
- Los efectos de los antivirales en reducir el curso de la enfermedad o evitar complicaciones en niños con la actual pandemia de gripe no se conocen pero, basándonos en la evidencia actual, podrían ser limitados

Shun-Shin, M et al. "Neuraminidase inhibitors for treatment and prophylaxis of influenza in children"

La Organización Mundial de la Salud (OMS) informó el 2 de diciembre de 2009 que se han detectado dos brotes de H1N1 resistente al Tamiflu. Uno en Gales y otro en Carolina del Norte (EE. UU). La nueva mutación del virus -sospechosa de trasmitirse de persona a persona, según la OMS- ha afectado a 12 enfermos. Todos los afectados tenían el sistema inmunitario debilitado.

## Reacciones adversas
Se han reportado los siguientes efectos secundarios tras la toma del fármaco: náuseas, cefalea, bronquitis/bronquitis aguda, infecciones tracto respiratorio insomnio, rinorrea, tos, vértigo, vómitos, dolor abdominal, diarrea, dispepsia, mareo, cansancio, dolor. En niños: vómitos, diarrea, neumonía, sinusitis, bronquitis, otitis media, linfadenopatía, asma (y empeoramiento), epistaxis, náuseas, dolor abdominal, conjuntivitis, trastornos el oído y de la membrana timpánica, dermatitis, rash, eccema, urticaria, edema angioneurótico, reacciones de hipersensibilidad, incluyendo reacciones anafilácticas/anafilactoides, así como casos con una frecuencia rara de trastornos graves de la piel, incluyendo el síndrome de Stevens-Johnson, necrólisis epidérmica tóxica y eritema multiforme. Además, se han notificado trastornos del sistema hepatobiliar, incluyendo hepatitis y aumento de las enzimas hepáticas en pacientes con enfermedad pseudogripal. Estos casos incluyen desde insuficiencia hepática a hepatitis fulminante mortal.
Durante el tratamiento con el fármaco se han notificado convulsiones y trastornos psiquiátricos tales como disminución del nivel de consciencia, alteraciones del comportamiento, alucinaciones y delirio. Estos síntomas también se han presentado en pacientes sin tratamiento. La EMEA no ha establecido ni ha descartado que exista relación entre estos hechos con el consumo de oseltamivir, y aunque en algunos casos se han detectado trastornos psiquiátricos se mantienen las mismas recomendaciones de seguridad con el fármaco.

### Controversia sobre posibles efectos neuropsiquiátricos
Desde su comercialización a gran escala, existe una gran controversia sobre si el oseltamivir pudiera ser causa de efectos adversos neuropsiquiátricos peligrosos, incluidas las autolesiones, en algunos usuarios. Estas manifestaciones han sido estudiadas con más frecuencia en niños que en adultos. Dicha sospecha deriva de los casos reportados en Japón, el país del mundo en el que el medicamento es más ampliamente prescrito. Japón consume el 60% de la producción mundial.
En marzo de 2007, el Ministerio de Salud de Japón advirtió que el oseltamivir no debía administrarse a todos los niños y adolescentes de edad comprendida entre los 10 y los 19 años. Previamente, en mayo de 2004, el Ministerio había decidido cambiar el prospecto que acompaña a oseltamivir para incluir trastornos neuropsiquiátricos entre los posibles efectos adversos, tales como alteración de la conciencia, alteraciones del comportamiento y alucinaciones.
Según el Ministerio de Salud de Japón, entre 2004 y marzo de 2007, quince personas de entre 10 y 19 años, afectados por la gripe aviar y que estaban siendo tratadas con oseltamivir, habían resultado heridas por caer desde edificios, presumiblemente por actos suicidas. En concreto, se describía un caso de un adolescente de 17 años de edad que murió después de saltar delante de un camión.
En abril de 2007, Corea del Sur emitió una advertencia de seguridad restringiendo la prescripción de oseltamivir a los adolescentes salvo en casos especiales.
Una nueva investigación de los datos japoneses se completó en abril de 2007. Se encontró que, desde 2001, 128 pacientes presentaron comportamiento anormal después de tomar oseltamivir. Cuarenta y tres de ellos eran menores de 10 años, 57 pacientes tenían entre 10 y 19 años, y 28 pacientes eran mayores de 20 años. Ocho personas, entre ellos cinco adolescentes y tres adultos, habían muerto por estas acciones.
En octubre de 2006, Shumpei Yokota, profesor de pediatría en la Universidad de Yokohama, había publicado los resultados de las investigaciones realizadas por su departamento con alrededor de 2800 niños, financiadas con 10 millones de yenes por Chugai Pharmaceutical Co. (la farmacéutica que produce oseltamivir en Japón, cuyo 52% es propiedad de Hoffmann-La Roche) a lo largo de cinco años. Sin embargo, estas investigaciones no habían encontrado diferencia alguna entre el comportamiento de los que tomaron oseltamivir y los que no.
Sin embargo, ya en noviembre de 2006, la Food and Drug Administration (FDA) estadounidense modificó la etiqueta de advertencia con el fin de incluir los posibles efectos secundarios neuropsiquiátricos. Esta modificación iba más allá de lo reconocido anteriormente por la FDA, un año antes, justificado porque no había pruebas suficientes para reclamar una relación de causalidad entre el uso de oseltamivir y estos trastornos. El cambio a una postura más cautelosa se atribuyó a 103 nuevos informes de que la FDA recibió, en los que se reportaban delirios, alucinaciones y otras conductas inusuales, sobre todo con pacientes japoneses, recibidas entre el 29 de agosto de 2005 y 6 de julio de 2006. Esto suponía un aumento respecto a los 126 casos similares detectados entre la aprobación del medicamento en 1999 y en agosto de 2005.
Para determinar si se debía levantar la restricción impuesta en 2007, un equipo de investigación del Ministerio de Salud, Trabajo y Bienestar Social de Japón estudió a 10 000 menores de 18 años que habían sido diagnosticado con la gripe desde 2006. El estudio fue finalizado en abril de 2009. Teniendo en cuenta todos los grados de comportamiento anormal, incluidos los menores con problemas de conducta tales como el habla incoherente, el estudio encontró que los niños que tomaron oseltamivir fueron un 54 por ciento más propensos a presentar un comportamiento anormal que aquellos que no tomaron el medicamento. Cuando el equipo limitó su análisis a los niños que habían mostrado un comportamiento anormal que dio lugar a graves lesiones o la muerte, se encontró que aquellos que habían tomado oseltamivir fueron un 25 por ciento más propensos a comportarse de manera inusual.
Por su parte, Roche señala que oseltamivir se ha utilizado para tratar a más de 50 millones de personas desde 1999, y señala que la gripe por sí sola puede causar problemas psicológicos. En marzo de 2007, la Agencia Europea de Medicamentos aseveró que los beneficios de oseltamivir son mayores que los costos, pero que seguía de cerca los informes de seguimiento de Japón.

## Comercialización
En España y varios países de América Latina el oseltamivir se distribuye en el medicamento con nombre comercial de Tamiflu (Roche), y en Colombia bajo el nombre de Tazamir (Procaps).